# Žarko Dolinar
Žarko Dolinar (Koprivnica, 3. srpnja 1920. – Basel, 9. ožujka 2003.), prof. dr., hrvatski znanstvenik i stolnotenisač. Svjetski i mnogostruki državni stolnoteniski prvak. Nositelj naslova Pravednik među narodima države Izrael.

## Životopis
Žarko Dolinar rodio se u Koprivnici 1920. godine u obitelji sudca dr. Jakoba i majke Franjice rođ. Fridrih. Rodio se isti dan iste godine u istoj ulici kada i Marijan Badel. Otac mu je bio visoki sudac i vijećnik Banskog stola. Rođaci s majčine strane Fridrih (Friedrich) osnovali su 20. kolovoza 1912. godine Hrvatski športski klub "Slaven" (danas NK Slaven Belupo Koprivnica). Ujak Krešimir Fridrih bio je teniski prvak i reprezentativac u Davis Cupu, zatim doktor prava i generalni ravnatelj Pošte Banovine Hrvatske. Također ujak Dragutin Karlek bio je reprezentativac u nogometu (vratar HAŠK-a) i hokeju na ledu.
U mladosti se seli iz rodne Koprivnice u Novi Sad gdje se 1934. počinje baviti športom a 1935. – 1936. nastavlja u Ljubljani te potom od kraja 1936. u Zagrebu. Išao je u gimnaziju u sva tri grada. Imao je popravni iz matematike, ali nije pao razred. Diplomirao je na Veterinarskom fakultetu u Zagrebu 1948. godine. U Zagrebu je 1959. godine, na Veterinarskom fakultetu, stekao doktorat znanosti iz anatomije, histologije i embriologije.

### Spašavanje Židova u NDH
Za vrijeme Drugog svjetskog rata i tijekom četiri godine NDH zajedno s bratom Borisom krivotvorio je propusnice i neke druge dokumente za preko 360 Židova koji su na taj način spašeni. Ustaške su vlasti doznale da braća Dolinari spašavaju Židove, ali ih nisu dirali. Uhitili su njihova oca Jakova i smijenili ga s položaja suca no oni su nastavili posao. Na incijativu skupine preživjelih braća su proglašena Pravednicima među narodima 1993. godine.

## Znanstvena karijera
Godine 1962. Žarko Dolinar izbačen je sa zagrebačkog Veterinarskog fakulteta, nakon 14 godina rada te je od 1963. živio i radio u Baselu u Švicarskoj gdje je na Medicinskom fakultetu habilitirao te više od 25 godina bio nastavnik, a također bio je i zamjenik ravnatelja Anatomskog instituta te ekskatedralni nastavnik. Uz anatomiju, bavio se genetikom, citologijom, histologijom, embriologijom i patologijom. Bio je izvanredni profesor Medicinskog fakulteta (od 1969. do 1985.), te predavač na Stomatološkom fakultetu (od 1978. do 1983.) u Baselu. Od 1976. do 1982. godine držao je švicarski rekord u broju održanih predavanja u jednom semestru, umjesto uobičajenih 25-45, imao je 150 sati. Bio je vrlo omiljen među studentima.
Bio je član tridesetak udruženja u kojima je bio i donator. Osnovao je Internacionalnu federaciju - savez bivših svjetskih klasa (SCI) u Stockholmu 1967. i YOKS, koji je okupljao športske veterane. Bio je prvi predsjednik Društva prijatelja Matice hrvatske u Švicarskoj i zaklade FOHS za stipendiranje siromašnih hrvatskih studenata. Začetnik je društva AMA (Almae Matris Alumni Croaticae) 1989., koje je povezivalo znanstvenike iz domovine i one u inozemstvu.
Bio je i slikar, kuhar i znao je razne zanate. Putovao je u više od 150 država svijeta. Bio je vrlo društven čovjek, popularan u društvu, često je svirao prijateljima gitaru. Družio se s hrvatskim nobelovcima Vladimirom Prelogom i Lavoslavom Ružičkom, s češkim atletičarem Emilom Zatopekom i mnogim drugim poznatim osobama. Bio je veliki ljubitelj poezije Petra Preradovića, koju je često recitirao. Redovito je posjećivao njegovu spomen kuću u Grabrovnici.

## Športska karijera
Kao 14-godišnjak Žarko se prihvatio ping-ponga nakon što je na nogometu slomio nogu. Zbog toga je kod kuće bio prisiljen sjedeći igrati i to na stolu veličine 150 cm. Prvi njegov reket nije imao dršku, pa je Žarko Dolinar podbočio drugu stranu reketa prstima i to je razlog što se priklonio penholderu i tako igrao cijelog života. Bio je prvi Hrvat koji je osvojio medalju na Svjetskom prvenstvu (Kairo 1939.) i prvi hrvatski sportaš uopće koji se okitio naslovom svjetskog prvaka. Od godine 1939. član je HAŠK-a kojem je donio prvenstvo u pojedinačnom natjecanju za Hrvatski kup (Bjelovar, 1941.).
Žarko je ispunio vitrine vrijednim trofejima i nagradama s mnogih borilišta, od prve nagrade brončane tintarnice do pehara i osam medalja sa svjetskih prvenstava. S partnerom Subotičaninom Vilimom Harangozom u igri parova osvojio je Svjetsko prvenstvo 1954. godine u londonskom Wembleyu,  i to je biser njegove karijere.
Nanizao je još 25 trofeja s međunarodnih natjecanja i turnira.
Postao je prvi počasni predsjednik Hrvatskog stolnoteniskog saveza.

### Igračke karakteristike
S lakoćom je igrao, nikad umoran ili iscrpljen, iako je nevjerojatno malo trenirao. U to doba stolni tenis se igrao s većim reketom, daleko većim od današnjih reketa. Bio je majstor sjajnog refleksa i izvanredne anticipacije. Racionalni igrač, taktičar velikog formata. U igri glavno mu je oružje bilo snažan forhand-drive, posebno paralele. Riskantnim udarcima zbunjivao je suparnike. Penholderaša Dolinara s pravom ubrajamo u preteče kasnijih tajfunskih napada Azijaca - Japanaca i Kineza.

### Trener
Trenirao je na više mjesta od kojih je jedno bilo i u stolnoteniskom klubu Makabi u okviru zagrebačke Židovske općine.

## Kolekcionarstvo
Imao je vrlo bogatu kolekciju vrlo različitih predmeta: autogrami (75000), knjige (1000), enciklopedije i rječnici (40), kazete (2000), aforizmi (6500), umjetničke slike (600), crteži (1100), skulpture (50), značke (1800), marke (2500), nalivpera (600), osobne stvari poznatih osoba, podlošci za pivo, etikete, naljepnice, kutije od šibica, jelovnici, kazališni programi, vodiči, Biblije i molitvenici, numizmatika (metal i papir), zbirka tla, zbirka kamenja, drvo sa značajnih mjesta rodnih kuća, grobova, bojišta, minerali, lubanje i kosti čovjeka i sisavaca, križevi (metal, drvo, kamen), raspela, novinski izresci, pokali, diplome, medalje, vaze, čaše, kipovi, kalendari, fotografije, gumbi (civilni i vojni) i još mnogo raznih predmeta. Dio nekad velike ostavštine Žarka Dolinara, već je nepovratno izgubljen, a sada se vodi bitka za spas onoga što je preostalo, a što je uspio sačuvati Koprivničanac Branko Pleše, sportski povjesničar i Dolinarov znanac.
Imao je najveću kolekciju autograma na svijetu, među kojima su bili autogrami mnogih svjetski poznatih osoba kao što su: Winston Churchill, Adolf Hitler, Josif Staljin, engleska kraljica Elizabeta II., Charlie Chaplin, Sophia Loren, Majka Tereza, papa Pio XII., te domaćih ličnosti kao što su: August Šenoa, kardinal Alojzije Stepinac, Franjo Tuđman, Ante Pavelić, Vladko Maček, biskup Josip Juraj Strossmayer i dr. Sakupljao je osobne predmete poznatih osoba, pa je imao rodni list Karla Marxa, crtež Picassa i dr.

## Spomen
U spomen na dr. Žarka Dolinara od 2007. godine održava se Međunarodni memorijalni stolnoteniski turnir veterana i veteranki "Dr.Žarko Dolinar".

## Nagrade i priznanja
- 1954.: Proglašen je za najboljeg sportaša Hrvatske i Jugoslavije.[17]
- Proglašen je za najboljeg športaša desetljeća u Jugoslaviji (1946–56)[18]
- 1993.: Nositelj naslova Pravednik među narodima države Izrael.
- 2002.: Dobitnik je Državne nagrade za šport "Franjo Bučar", za životno djelo.
- Odličje Međunarodnoga Crvenoga križa "Henry Dunant".[7]
- Počasni građanin gradova Bjelovara i Koprivnice.[3]
- Dobio je ulicu u Zagrebu na Kajzerici[19] i trg u Koprivnici.[20]
- U kompleksu IV. jezične gimnazije i OŠ Kajzerica u ulici koja nosi ime po njemu u Zagrebu, bila je izložba „Žarko Dolinar – sportaš, znanstvenik, humanist” 2015. godine.

## Zanimljivosti
- Žarko Dolinar je govorio 16 jezika.[18]
- Bio je vlasnik najveće kolekcije autograma na svijetu (oko 77.000).[18]
- Prvi Hrvat koji je na svim svjetskim prvenstvima od svih sportova osvojio zlatnu, srebrnu i brončanu medalju.[7]
- Nositelj triju doktorskih titula, što je jedinstven rekord među vrhunskim športašima.[3]

## Vanjske poveznice
- Foto galerija: Žarko Dolinar  Arhivirana inačica izvorne stranice od 27. srpnja 2012. (Wayback Machine)
- Žarko Dolinar - najkompletniji sportaš svijeta  Arhivirana inačica izvorne stranice od 8. siječnja 2017. (Wayback Machine)